# Luís Eduardo Magalhães
Luís Eduardo Magalhães is een gemeente in de Braziliaanse deelstaat Bahia. De gemeente telt 52.054 inwoners (schatting 2009).

## Verkeer en vervoer
De plaats ligt aan de radiale snelweg BR-020 tussen Brasilia en Fortaleza. Daarnaast ligt ze aan de wegen BR-242, BA-459 en BA-460.

## Galerij

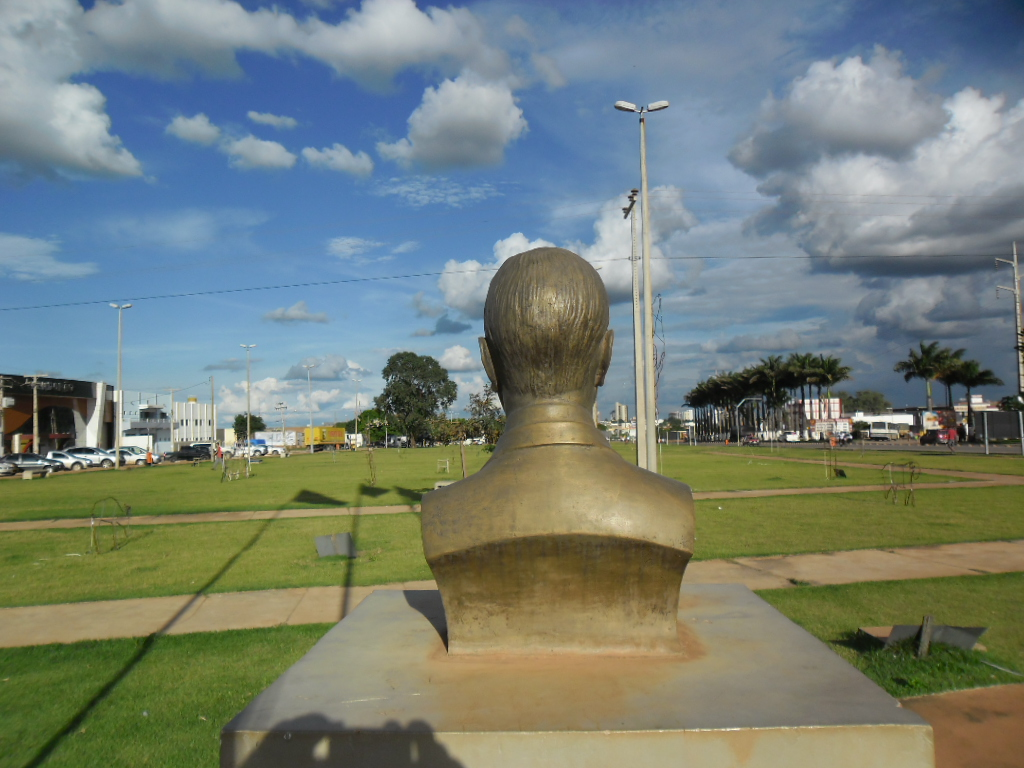
Buste van politicus Luís Eduardo Magalhães